# Starbuck (île)
Pour les articles homonymes, voir Starbuck.
Starbuck est un atoll inhabité des Kiribati. Situé dans l'océan Pacifique central, à 840 kilomètres au sud-est de l'île Christmas 
et à 200 kilomètres au sud de l'île Malden, l'île la plus proche, elle fait partie avec cette dernière des îles de la Ligne.
Longue de 8,9 kilomètres d'est en ouest et de 3,5 kilomètres du nord au sud, Starbuck mesure 16,2 km2. Son point le plus haut ne se situe qu'à cinq mètres au-dessus du niveau de la mer.

## Histoire

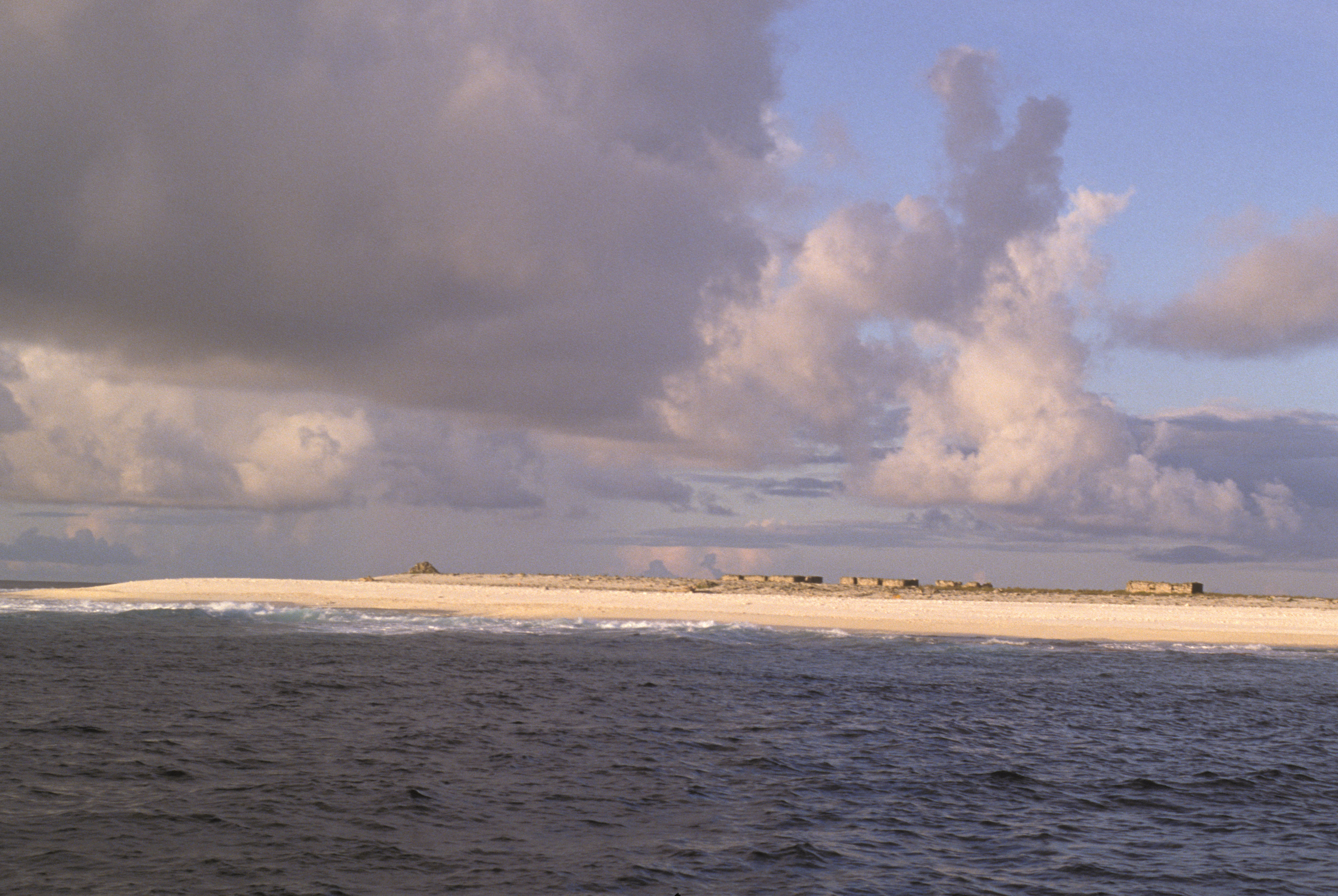
Ruines de l'exploitation de guano de la fin du XIX.

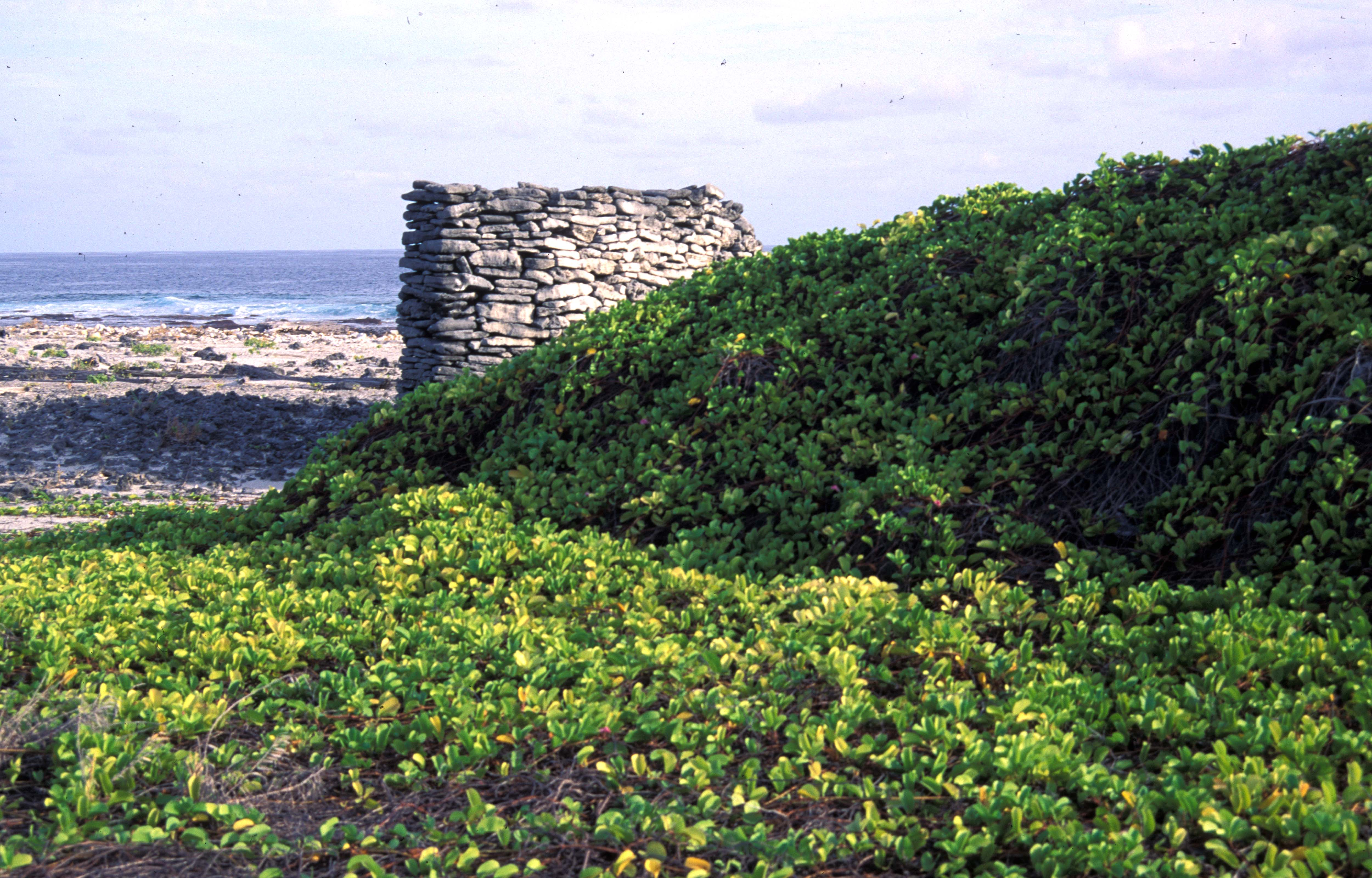
Un des vestiges de l'exploitation de guano.

L'île Starbuck est observée pour la première fois en 1823 par Valentine Starbuck, un Américain qui dirige la baleinière britannique L'Aigle. Toutefois, il est probable que l'île ait été vue quelques mois plus tôt par son cousin Obed Starbuck. L'île est revendiquée par les États-Unis en 1856 en vertu du Guano Islands Act, toutefois, elle est occupée par les Britanniques après 1866 avec la prise de possession par le commodore Swinburn du HMS Mutine. L'île est exploitée pour son phosphate entre 1870 et 1893. Du fait de son faible relief (l'île culmine à 5 mètres de hauteur) et des dangereux récifs situés à proximité, bon nombre de navires se sont échoués sur Starbuck à la fin du XIXe siècle. Parmi eux se trouve le transport de troupe français Euryale le 10 mai 1870. Le capitaine du navire, le futur contre-amiral Albert Des Portes, reste sur l'île avec son équipage durant 35 jours avant d'être secouru et rapatrié en France. C'est à cette occasion que la position exacte de l'île est définie. Le 7 août 1896, le navire norvégien Seladon s'échoue à son tour contre les récifs. L'équipage dérive durant 30 jours sur des canots de sauvetage avant d'atteindre l'île de Niulakita dans les Tuvalu. Ils restent là durant 10 mois avant d'être rapatriés. 
L'île appartient d'abord à la colonie britannique des Îles Gilbert et Ellice avant l'indépendance des Kiribati en 1979 dont elle est l'une des îles. Les revendications américaines sur Starbuck disparaissent la même année à la suite du traité de Tarawa.
Starbuck a été élevée au rang d'aire protégée par les Nations unies. Elle est visitée épisodiquement par des plaisanciers et des scientifiques. 

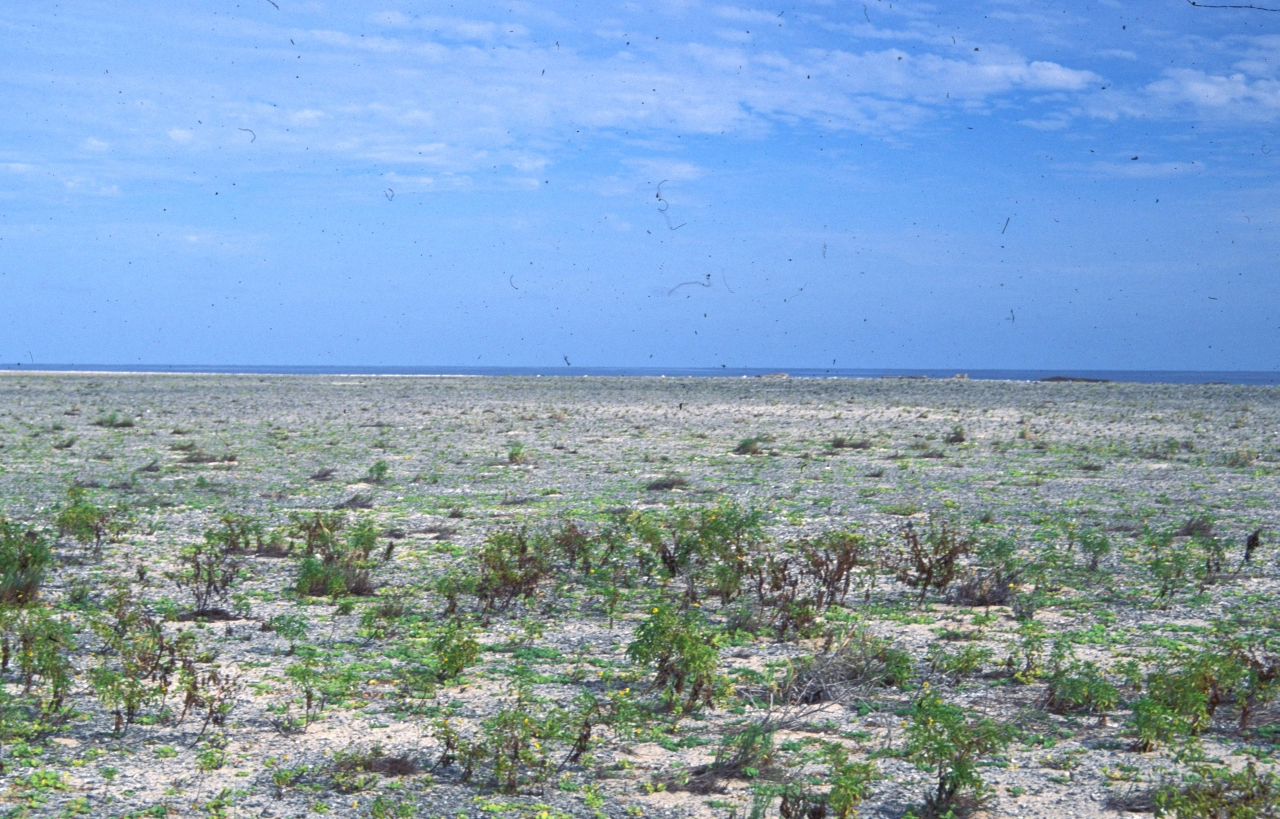
Paysage de l'intérieur de l'île.

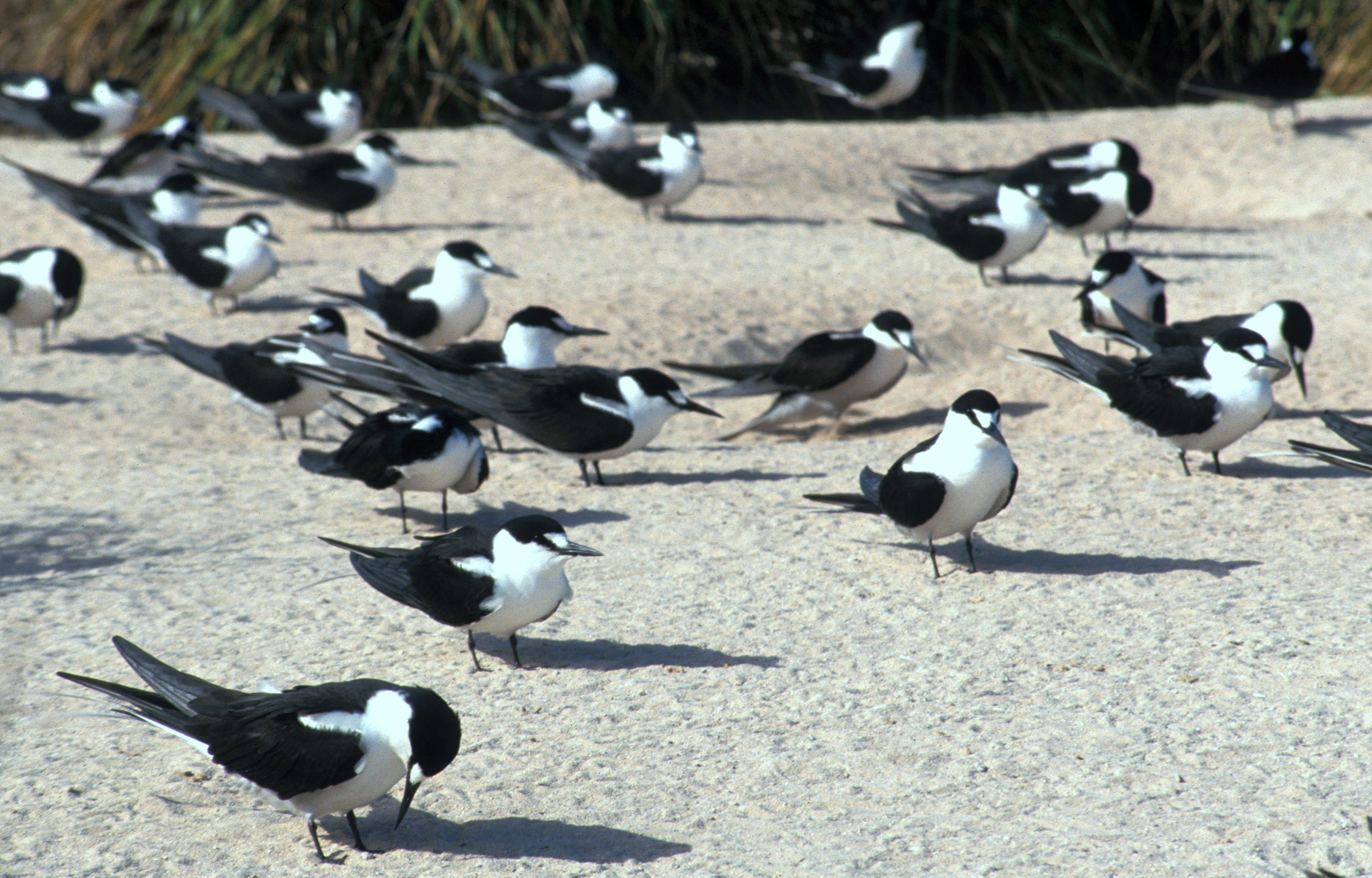
Sternes fuligineuses sur l'Île Starbuck.

## Faune et flore
L'île abrite une large colonie de sternes fuligineuses.